# Пальміра (Міссурі)
Пальміра (англ. Palmyra) — місто (англ. city) в США, в окрузі Меріон штату Міссурі. Населення — 3613 особи (2020).

## Географія
Пальміра розташована за координатами 39°47′56″ пн. ш. 91°31′40″ зх. д. / 39.79889° пн. ш. 91.52778° зх. д. (39.798919, -91.527786).  За даними Бюро перепису населення США в 2010 році місто мало площу 7,14 км², уся площа — суходіл. В 2017 році площа становила 7,57 км², уся площа — суходіл.

## Демографія
Згідно з переписом 2010 року, у місті мешкало 3595 осіб у 1425 домогосподарствах у складі 963 родин. Густота населення становила 504 особи/км².  Було 1557 помешкань (218/км²).
Расовий склад населення:
| - 95,1 % — білих - 2,6 % — чорних або афроамериканців - 0,3 % — азіатів - 0,1 % — вихідців з тихоокеанських островів - 0,1 % — корінних американців |

До двох чи більше рас належало 1,4 %. Частка іспаномовних становила 1,2 % від усіх жителів.
За віковим діапазоном населення розподілялося таким чином: 25,4 % — особи молодші 18 років, 56,2 % — особи у віці 18—64 років, 18,4 % — особи у віці 65 років та старші. Медіана віку мешканця становила 37,7 року. На 100 осіб жіночої статі у місті припадало 90,6 чоловіків;  на 100 жінок у віці від 18 років та старших — 86,7 чоловіків також старших 18 років.
Середній дохід на одне домашнє господарство  становив 45 797 доларів США (медіана — 38 804), а середній дохід на одну сім'ю — 53 528 доларів (медіана — 54 907). За межею бідності перебувало 17,1 % осіб, у тому числі 22,0 % дітей у віці до 18 років та 22,0 % осіб у віці 65 років та старших.
Цивільне працевлаштоване населення становило 1584 особи. Основні галузі зайнятості: освіта, охорона здоров'я та соціальна допомога — 25,9 %, виробництво — 15,4 %, транспорт — 9,0 %, роздрібна торгівля — 8,5 %.

## Відомі люди
- Джейн Дарвелл (1879 — 1967) — американська акторка.